# Хоцьківська сільська рада
| Хоцьківська сільська рада — колишній орган місцевого самоврядування у Переяслав-Хмельницькому районі Київської області з адміністративним центром у с. Хоцьки. Сільській раді підпорядковані населені пункти: - с. Хоцьки |

## Склад ради
Рада складається з 20 депутатів та голови.

### Керівний склад ради
| ПІБ                        | Основні відомості                                                                  | Дата обрання | Дата звільнення |
| -------------------------- | ---------------------------------------------------------------------------------- | ------------ | --------------- |
| Лисенко Наталія Михайлівна | Сільський голова, 1963 року народження, освіта, член Соціалістичної партії України | 26.03.2006   | 31.10.2010      |
| Стріха Микола Федорович    | Сільський голова, 1967 року народження, освіта вища, член Партії регіонів          | 31.10.2010   |                 |

Примітка: таблиця складена за даними джерела